# Tyrannochthonius bahamensis
Tyrannochthonius bahamensis és una espècie d'aràcnid de l'ordre Pseudoscorpionida de la família Chthoniidae.

## Distribució geogràfica
Es troba de forma endèmica a les illes Bimini de les Bahames.